# Municipi de Sønderborg
El municipi de Sønderborg és un municipi danès que va ser creat l'1 de gener del 2007 com a part de la Reforma Municipal Danesa, integrant els antics municipis d'Augustenborg, Broager, Gråsten, Nordborg, Sundeved, Sydals i Sønderborg. El municipi és situat al sud de la península de Jutlàndia, a la Regió de Syddanmark, abastant una superfície de 496 km² que en gran part corresponen a l'illa d'Als (Alsen en alemany) separada del continent per l'estret d'Als (Als Sund en danès, Alsensund en alemany). Fa frontera amb l'estat alemany de Slesvig-Holstein amb el qual comparteix part del fiord de Flensborg (Flensburger Förde, en alemany).
La ciutat més important i seu administrativa del municipi és Sønderborg (27.179 habitants el 2009), situada a cavall entre l'illa d'Als i el continent. Altres poblacions del municipi són:
- Adsbøl
- Asserballe
- Augustenborg
- Avnbøl
- Blans
- Broager
- Dybbøl
- Egernsund
- Fynshav
- Gråsten
- Guderup
- Holm
- Høruphav
- Hundslev
- Kær
- Kegnæs
- Ketting
- Kirke Hørup
- Kværs
- Lysabild
- Nordborg
- Nybøl
- Oksbøl
- Rinkenæs
- Skelde
- Skodsbøl
- Skovby
- Stevning
- Svenstrup
- Tandslet
- Tørsbøl
- Ullerup
- Vester Sottrup

## Consell municipal
Resultats de les eleccions del 18 de novembre del 2009:
| Partit                       | vots  | % vots |
| ---------------------------- | ----- | ------ |
| Socialdemokratiet            | 15132 | 37,4   |
| Det Radikale Venstre         | 261   | 0,6    |
| Det Konservative Folkeparti  | 1558  | 3,9    |
| Socialistisk Folkeparti      | 2581  | 6,4    |
| Kristendemokraterne          | 87    | 0,2    |
| Fælleslisten                 | 9327  | 23,1   |
| Dansk Folkeparti             | 2717  | 6,7    |
| Slesvigsk Parti              | 1525  | 3,8    |
| Venstre                      | 6916  | 17,1   |
| Dansk-Rygeparti              | 184   | 0,5    |
| Enhedslisten - De Rød-Grønne | 140   | 0,3    |

### Alcaldes
| Alcalde             | Període               | Partit                  |
| ------------------- | --------------------- | ----------------------- |
| Jan Prokopek Jensen | 1-1-2007 a 31-12-2009 | Socialdemokratiet       |
| Aase Nyegaard       | 1-1-2010 a 31-12-2013 | Fælleslisten Sønderborg |